# 何天华
何天华，中华人民共和国政治人物、全国脱贫攻坚先进个人。

## 生平
何天华任陕西省宁强县大安镇党委书记。因在脱贫攻坚战中作出突出贡献，2021年2月25日全国脱贫攻坚总结表彰大会上，何天华被授予“全国脱贫攻坚先进个人”。2021年4月，转任中共洋县县委常委、副县长。